# Adriaan Pit

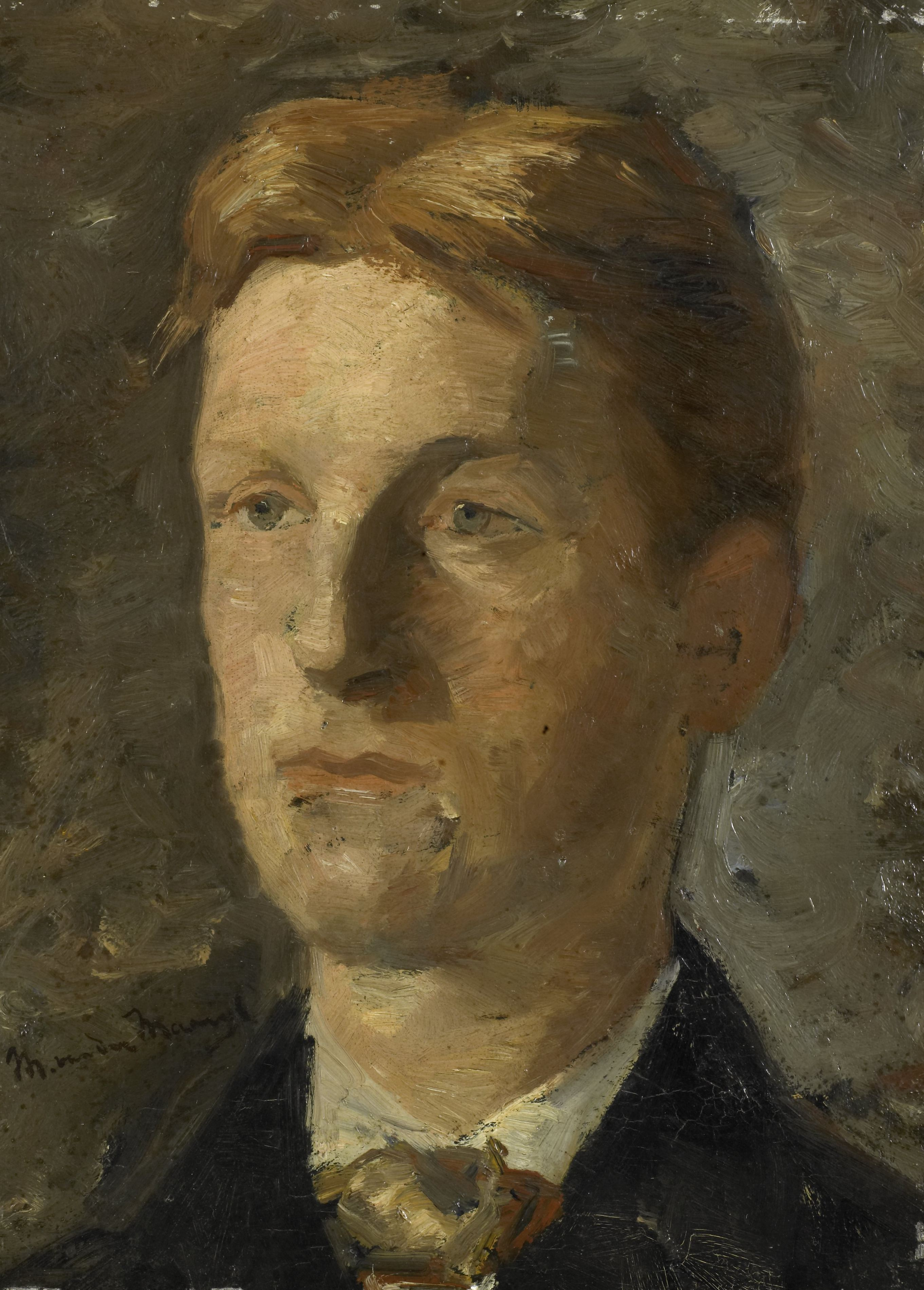
Marinus van der Maarel, Adriaan Pit, 1880 – 1921, Rijksmuseum Amsterdam

Adriaan Pit, auch Aart Pit (* 25. April 1860 in Den Haag; † 24. November 1944 in Nijmegen), war ein niederländischer Kunsthistoriker und Museumsdirektor.

## Leben
Adriaan Pit, Sohn des Rechtsanwalts August Nicolaas Marinus Pit (1822–1880) und seiner Ehefrau Elizabeth Jacoba Mazel (1829–1901), verbrachte seine Jugend in Den Haag. Er hatte einen älteren Bruder Jan (1858–1928) und eine jüngere Schwester Nanny (1861–1945). Auf dem Haager Gymnasium Haganum freundete er sich in den Jahren bis 1879 mit Philippe Zilcken (1857–1930) und Marinus van der Maarel (1857–1921) an. Während des Jurastudiums an der Universität Leiden machte er zwar ein paar Prüfungen, engagierte sich aber mehr in Studentenverbindungen und schrieb für das Studentenwochenblatt Vox Studiosorum. 1883 bereiste er mit Zilcken Algerien. 1886 brach Adriaan Pit das Jurastudium ab, ging an die Pariser École du Louvre und studierte dort bei Louis Courajod (1841–1896). In den Pariser Jahren schrieb er Beiträge für niederländische Zeitschriften – zum Beispiel für die Amsterdamer Literaturzeitschrift De Gids und für Dagblad van Zuid-Holland en ’s Gravenhage (’s Gravenhage = Den Haag). Aus seiner 1891 verteidigten Dissertation L’influence des Pays-Bas sur les arts en Europe (Der Einfluss des Königreichs der Niederlande auf die Kunst in Europa) wurden  1890, 1891 und 1892 einige Kapitel in der Revue de l’art chrétien veröffentlicht. Adriaan Pits erstes Buch Les origines de l'art hollandais (Ursprünge niederländischer Kunst) erschien 1894. Im selben Jahr in die Niederlande zurückgekehrt, wurde er 1896 Stellvertretender Direktor des Nederlandsch Museum voor Geschiedenis en Kunst (Niederländisches Museum für Geschichte und Kunst), das seit 1887 im Gebäude des Amsterdamer Rijksmuseums untergebracht war. 1898 wurde er Direktor des Nederlandsch Museum und erarbeitete gemeinsam mit Willem Vogelsang Kataloge. Zu einigen Fragen der für Pits Geschmack überbetonten synästhetischen Anordnung der Kunstobjekte im Museum kam es um 1904 zu teilweise heftigen Auseinandersetzungen mit dem dafür zuständigen Architekten Pierre Cuypers und dessen Berater, dem Denkmalpfleger und Politiker Victor de Stuers (1843–1916).
1909 wurde Adriaan Pit im Fach Niederländische Literatur für seine schriftstellerischen Arbeiten zur Angewandten Kunst Ehrendoktor der Universität Utrecht.
1917 zog sich Adriaan Pit aus der Museumsverwaltung zurück – Frederik Schmidt-Degener (1881–1941) führte die Arbeit ab 1922 in seinem Sinne weiter – und setzte zunächst die Tagesarbeit in der Vereniging Rembrandt (= Vereinigung niederländischer Kunstliebhaber) fort. Nach seiner Entlassung aus dem Nederlandsch Museum voor Geschiedenis en Kunst zog er in die nordholländische Künstlerkolonie Laren. Dort lebten und wirkten etliche seiner Freunde. Er schrieb Bücher und kunsthistorische Artikel – unter anderen philosophisch und stilistisch beeinflusst von Gerard Bolland – zum Beispiel für die Zeitschrift Dekorative Kunst. Er verfasste für das  Allgemeine Lexikon der Bildenden Künstler von der Antike bis zur Gegenwart Einträge zu niederländischen Künstlern.
In seiner Larener Nachbarschaft lebte Carolina Lea de Haan, mit der er in langjähriger platonischer Liebe verbunden war. Er hatte die Schriftstellerin in Jugendjahren auf Zusammenkünften Amsterdamer Literaten im Museum Willet-Holthuysen in der Herengracht kennengelernt. 1920 pflegte sie ihn nach einer schweren Operation. Im selben Jahr am 20. Juli heiratete Adriaan Pit die geschiedene Frau, die zwei Kinder in die Ehe mitbrachte. Die ersten Ehejahre waren glücklich. 1926 wurde Adriaan Pit pensioniert. 1928 publizierte er sein Buch Aesthetische Ontwikkeling. Im selben Jahr erkrankte seine Frau schwer und musste ihre letzten Jahre in Krankenhäusern verbringen. Nach ihrem Tod am Jahr 1932 zog Adriaan Pit nach Den Haag zurück. 1940 veröffentlichte er sein Buch Over het bewustzijn (Über das Bewusstsein). Im Krieg wurde er 1943 evakuiert und verbrachte sein letztes Lebensjahr in Nijmegen.

## Schriften (Auswahl)
- ' Les origines de l’art hollandais. 1894
- Het logische in de ontwikkeling der beeldende kunsten: 1912
- Denken en beelden. 1922
- Aesthetische ontwikkeling. 1928
- Over het bewustzijn. 1940